# 聖多美和普林西比駐外機構列表

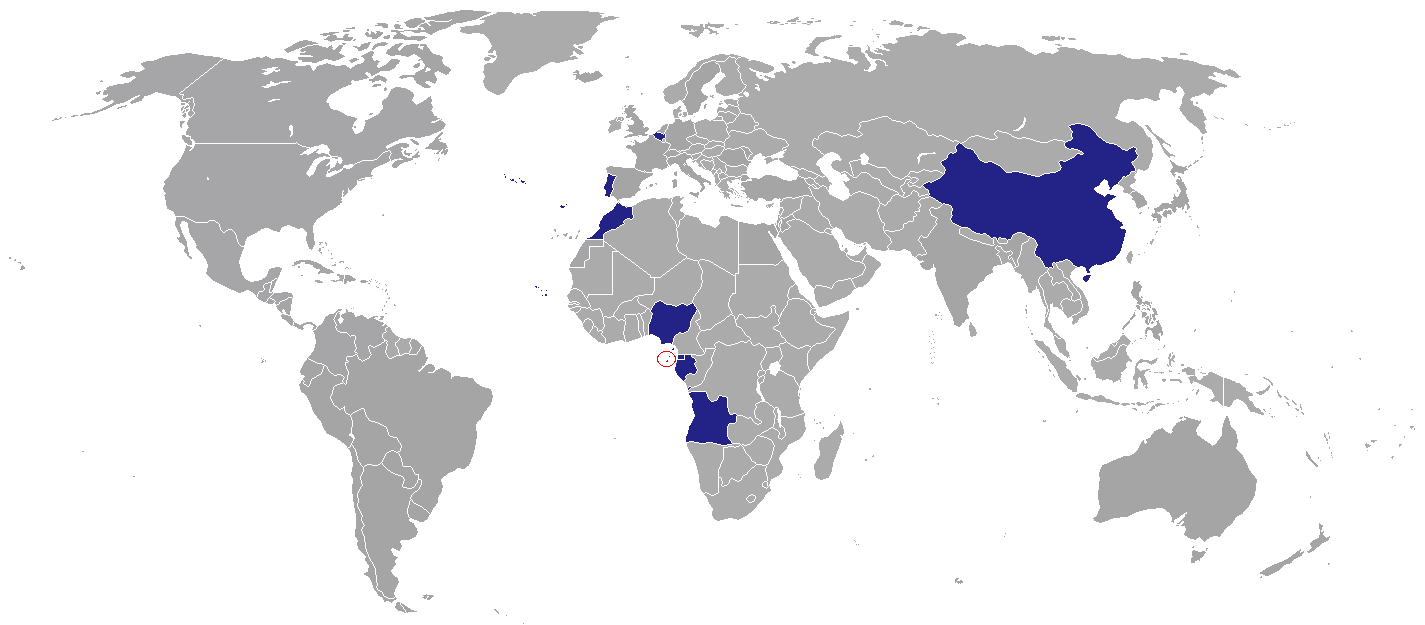
聖多美和普林西比駐外機構分佈圖

本列表列出非洲中部的几内亚湾上的海岛国家圣多美和普林西比在各国的外交代表机构。

## 非洲
- 安哥拉
  - 羅安達（大使館）[1]
- - 普拉亞（大使館）[2]
- 赤道几内亚
  - 馬拉博（大使館）[3]
- 加彭
  - 利伯維爾（大使館）[4]
- 摩洛哥
  - 拉巴特（大使馆）[5]
  - 阿尤恩（总领事馆）[6]
- 奈及利亞
  - 阿布賈（大使館）

## 亚洲
- 中华人民共和国
  - 北京（大使館）[7]

## 欧洲
- 比利时
  - 布魯塞爾（大使館）
- 葡萄牙
  - 里斯本（大使館）

## 国际组织
- 非洲聯盟
  - 亞的斯亞貝巴（常駐代表團）
- 欧盟
  - 布魯塞爾（常駐代表團）
- 联合国
  - 紐約（常駐代表團）